# Братство темряви
Братство темряви (англ. Canes) — канадський трилер 2006 року.
Слоган фільму: «Є деякі долі, які гірше, ніж смерть...».

## Сюжет
Девід Гудман успішний рекламщик, став жертвою вуличного нападу і втратив зір. На цьому успіхи Девіда закінчилися і почалася чорна смуга. Незабаром загадковий доктор Гільєрмо Лист залишив повідомлення на його автовідповідачі з пропозицією допомоги. Він запропонував повернути Девіду зір в обмін на його душу.

## У ролях
| Актор          | Роль           |
| -------------- | -------------- |
| Едвард Ферлонг | Девід Гудман   |
| Чандра Вест    | Ліза Гудман    |
| Майкл Медсен   | Гільєрмо Лист  |
| Річард Стро    | Скар           |
| Сандра Штаєр   | Аніка Семс     |
| Джон Іннес     | Роджер Іно     |
| Тобіас Мелер   | Тоні Старкел   |
| Кім Кондрашофф | Філ Бротман    |
| Роберт Кларк   | містер Волтерс |
| Дженні Мітчелл | Дженні         |
| Майкл Бін      | Джонатан       |